# Diceratura amaranthica
Diceratura amaranthica är en fjärilsart som beskrevs av Józef Razowski 1963. Diceratura amaranthica ingår i släktet Diceratura och familjen vecklare. Inga underarter finns listade i Catalogue of Life.